# ساتیا بابا
ساتیا بابا (انگلیسی: Satya Bhabha؛ زادهٔ ۱۳ دسامبر ۱۹۸۳) بازیگر و نوازندهٔ ویولنسل اهل انگلستان و ایالات متحده آمریکا است. وی از زرتشتیان هند و از تبار پارسیان هند است.
ساتیا در لندن زاده شد. پدر او پروفسور «هومی بابا» استاد برجستهٔ زبان و ادبیات انگلیسی و مدیر مرکز علوم انسانی ماهیندرا در «دانشگاه هاروارد» و از تبار پارسیان هند، و مادرش «ژاکلین بابا» از تبار یهودیان آلمان و مدرس رشتهٔ حقوق در «مدرسه حقوق هاروارد» و همچنین مدرس سیاست‌گذاری عمومی در «مدرسه حکومت جان اف. کندی» است.
ساتیا دانش‌آموختهٔ دانشگاه ییل است و برندهٔ «جایزهٔ سادلر برای برتری در هنر» شده است. گفته می‌شود وی از اعضای محفل مخفی جمجمه و استخوان بوده است.
از فیلم‌ها یا برنامه‌های تلویزیونی که وی در آن نقش داشته است، می‌توان به رفیق ، بچه‌های نیمه‌شب و ان‌سی‌آی‌اس اشاره کرد.